# Anders Hultin
Anders Erik Hultin, född den 28 september 1968 i Norrköping, är en svensk välfärdsentreprenör och företagare inom skolvärlden.

## Karriär
Under 1991–1994 var han politiskt sakkunnig för moderaterna i Utbildningsdepartementet och anses vara en av arkitekterna bakom den omtalade friskolereformerna.
Efter att moderaterna förlorade valet 1994 var Anders Hultin med och grundade Friskolornas Riksförbund 1995 med stöd av dåvarande Svenska Arbetsgivarföreningen. 1999 var han medgrundare till och blev VD för den vinstdrivande skolkoncernen Kunskapsskolan i Sverige AB. Han hade denna position i åtta år under vilken företaget startade sammanlagt 27 skolor. 
2007 avgick han som VD för att istället ansvara för företagets internationella expansion. Han spelade en aktiv roll även i England för sitt förespråkande av så kallade Free Schools. 2008 och 2009 blev han av tidningen Evening Standard utsedd till en av Londons 1000 mest inflytelserika opinionsbildare.
2009 blev han VD för GEMS Education i England med ansvar för ett tiotal privatskolor. 2010 blev han Managing Director inom Pearson Education med ansvar för att sätta upp ett nytt affärsområde kallat School Improvement.
I september 2012 återvände han till Sverige för rollen som VD för JB Education. Men bara 9 månader senare försattes bolaget i konkurs. Hultin menade, i en uppmärksammad artikel på DN Debatt, att konkursen var ett tecken på att friskolesystemet fungerade eftersom skolor som valdes bort av eleverna inte kunde överleva. Men Anders Hultin såg en möjlighet för egen del. Han köpte loss fyra av de tidigare John Bauerskolorna av konkursboet. Priset blev närmast symboliskt – 750.000 kronor för fyra stora gymnasieskolor.
Därefter grundade Hultin bolaget Fria Läroverken i Sverige AB år 2013 som idag driver 7 gymnasier på olika orter i Sverige. Han har även grundat Nordic International School, som 2021 finns på fyra platser. År 2020 förvärvades bolaget Kunskapscompaniet, som bedriver vuxenutbildning. Idag är skolverksamheten samlad i koncernen Watma Education AB.

## Kontroverser
I juni 2013 uppmärksammades Anders Hultin för att, kort efter konkursen av skolbolaget JB, ha lagt ut en bild på en dyr vinflaska på Facebook och skrev "Because I´m worth it". Det spädde på den redan intensiva debatten om vinst i välfärdsföretag. Han blev också uppmärksammad och kritiserad för att i valrörelsen 2006 ha skrivit ett brev till alla anställda som kunde tolkas som en avrådan från att rösta på Vänsterpartiet då deras politik, som han menade, var ett allvarligt hot mot friskolesystemet.
September 2021 avslöjade tidningen ETC att Hultin tog 10,5 miljoner kronor av elevernas pengar för att köpa och renovera ett fjällpalats utanför Åre. Han påstod att jaktvillan skulle byggas om till konferensanläggning. Istället sålde han det nyrenoverade träslottet till sig själv.